# Монтакуто (Анкона)
Монтакуто је насеље у Италији у округу Анкона, региону Марке.
Према процени из 2011. у насељу је живело 200 становника. Насеље се налази на надморској висини од 161 м.